# Юдит Лейстер
Юдит Лейстер (нід. Judith Jans Leyster,28 липня 1609, Гарлем — 10 лютого 1660, Гемстеде) — голландська художниця першої половини XVII століття, єдина жінка-художниця гільдії Св. Луки міста Гарлем на той час.

## Життєпис
Юдит Лейстер народилась в місті Гарлем. Хрестини новонародженої відбулися 28 липня
1609 року в Гроте Керк. Тобто, вона народилася раніше, а хрестини відбулися, коли одужала матір дочки після пологів. Батько був власником пивоварні. Юдит — була восьмою дитиною Яна Лейстера. 1628 року родина перебралася в провінцію Утрехт.

## Гіпотези про навчання
Ніхто не вбачав в дівчині особливих здібностей, тим паче здатності стати художницею. Тому точних відомостей про навчання дівчини не збережено. Розгляд і аналіз картин, що збереглися, раннього періоду творчості доводить, що вона добре знала твори утрехтських караваджистів, особливо Гендріка Тербрюггена. З картинами останнього її ріднить пристрасть до сюжетів з музиками і серйозність, повага до цього фаху. Картини з музиками досить постійна тема її творчості. Навіть на автопортреті 1635 року (Національна галерея мистецтв, Вашингтон) художниця подала себе за створенням полотна зі скрипалем.

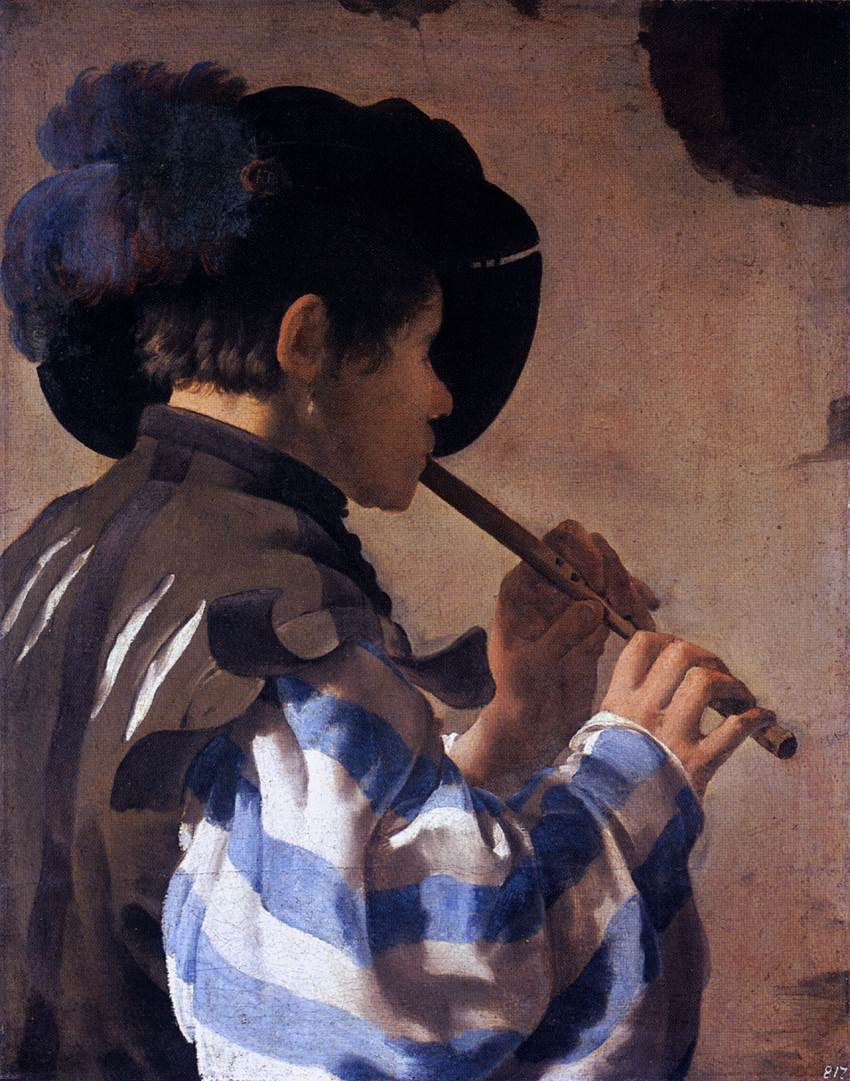
Гендрік Тербрюгген. « Юнак флейтист», 1621 р.Кассель
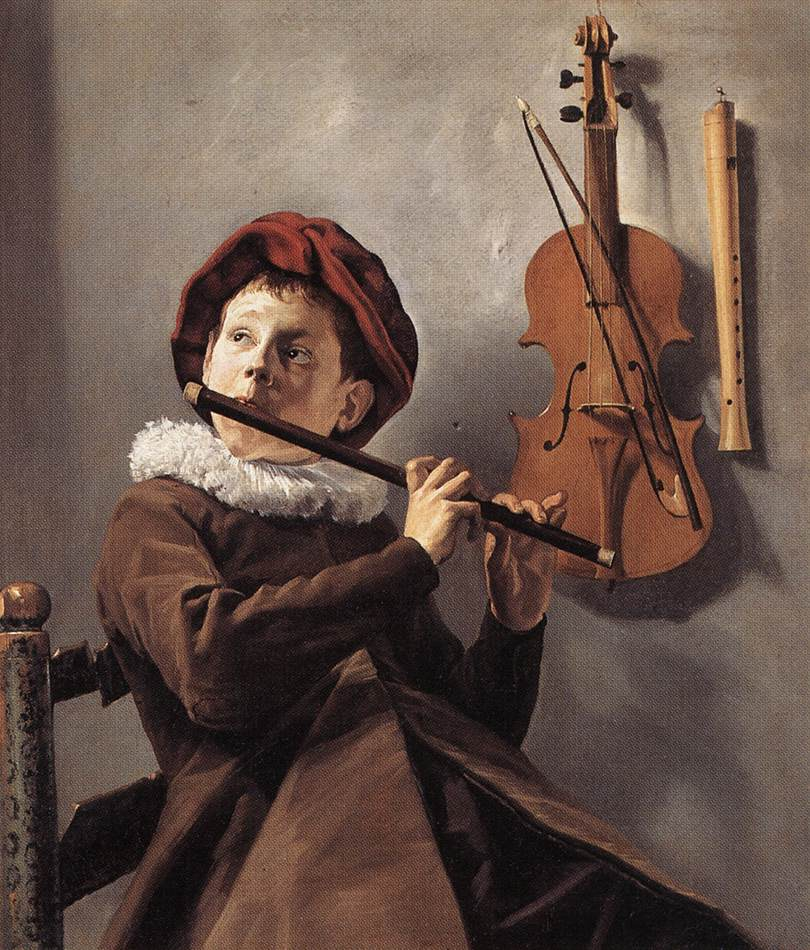
Юдит Лейстер. « Юнак флейтист», Нац. музей, Стокгольм.
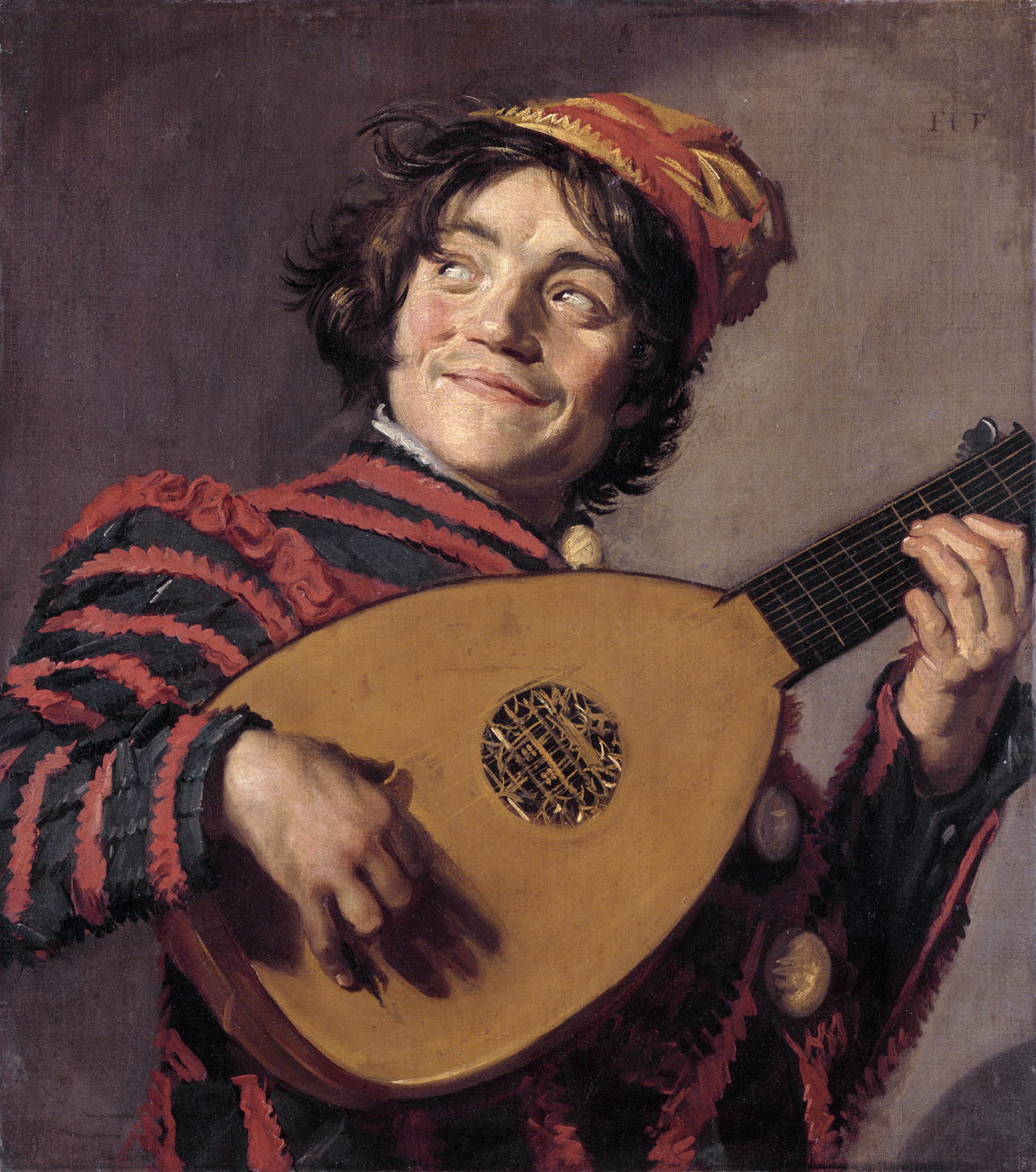
Франс Халс. « Блазень з лютнею », 1624 р.
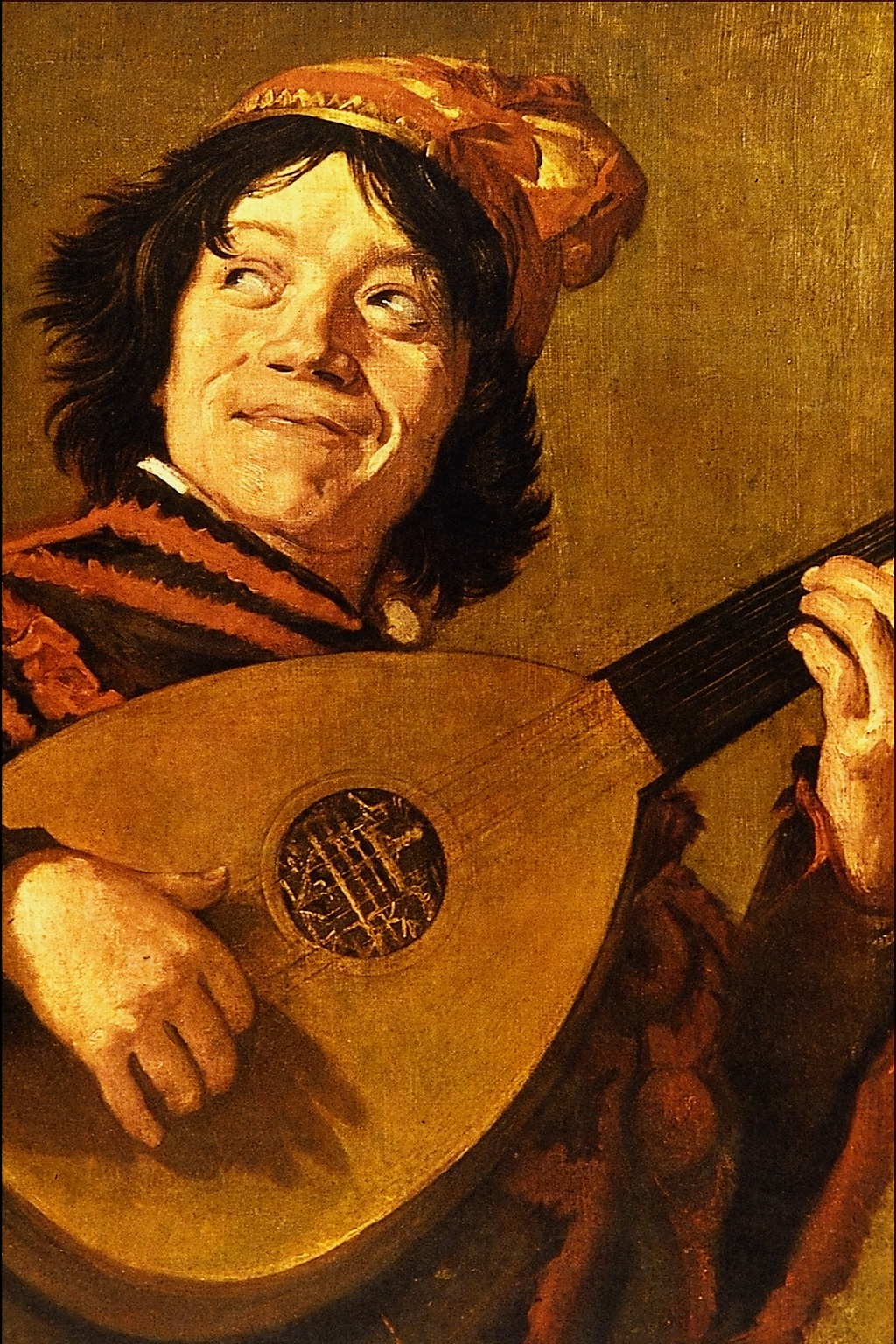
Юдит Лейстер.« Блазень з лютнею», копія художниці

Але значно більший вплив на молоду майстриню Юдит Лейстер мала артистична манера Франса Халса. Ми не маємо достеменних свідоцтв про навчання Юдит Лейстер у Халса. Але збережене свідоцтво про хрестини однієї з дитин Франса Халса, де Юдит Лейстер була свідком у 1631 році. Саме цим роком позначені перші твори майстрині, що збережені. Але вони не перші, а швидше середні за часом в її творчості.

## Родина
Шлюб з Юдит Лейстер у 1636 році узяв художник Ян Мінзе Моленар (1609–1668). Вони мали п'ятеро дітей, це — Ян (1637), Якоб (1639), Олена (1643), Єва (1646) и Костянтин (1650). Одинадцять років мешкали в Амстердамі. Родина мала садибу в містечку Хемстеде, що розташована в передмісті Харлема.Лише двоє дітей дожили до дорослого віку.
Шлюби чи родини, де обидва молодята чи родичі були художниками, в Голландії XVII століття траплялися. Це Сара ван Баальберген та Барент ван Ейзен, Марія де Греббер (сестра художника Пітера де Греббера), що плідно працювала в майстерні свого батька. Але Юдит Лейстер була досить послідовною в прагненні стати майстром. У 1633 році вона стала членом гільдії Св. Луки міста Харлем, а згодом мала трьох учнів-парубків, як і тодішні художники-чоловіки.

## Жанрове розмаїття

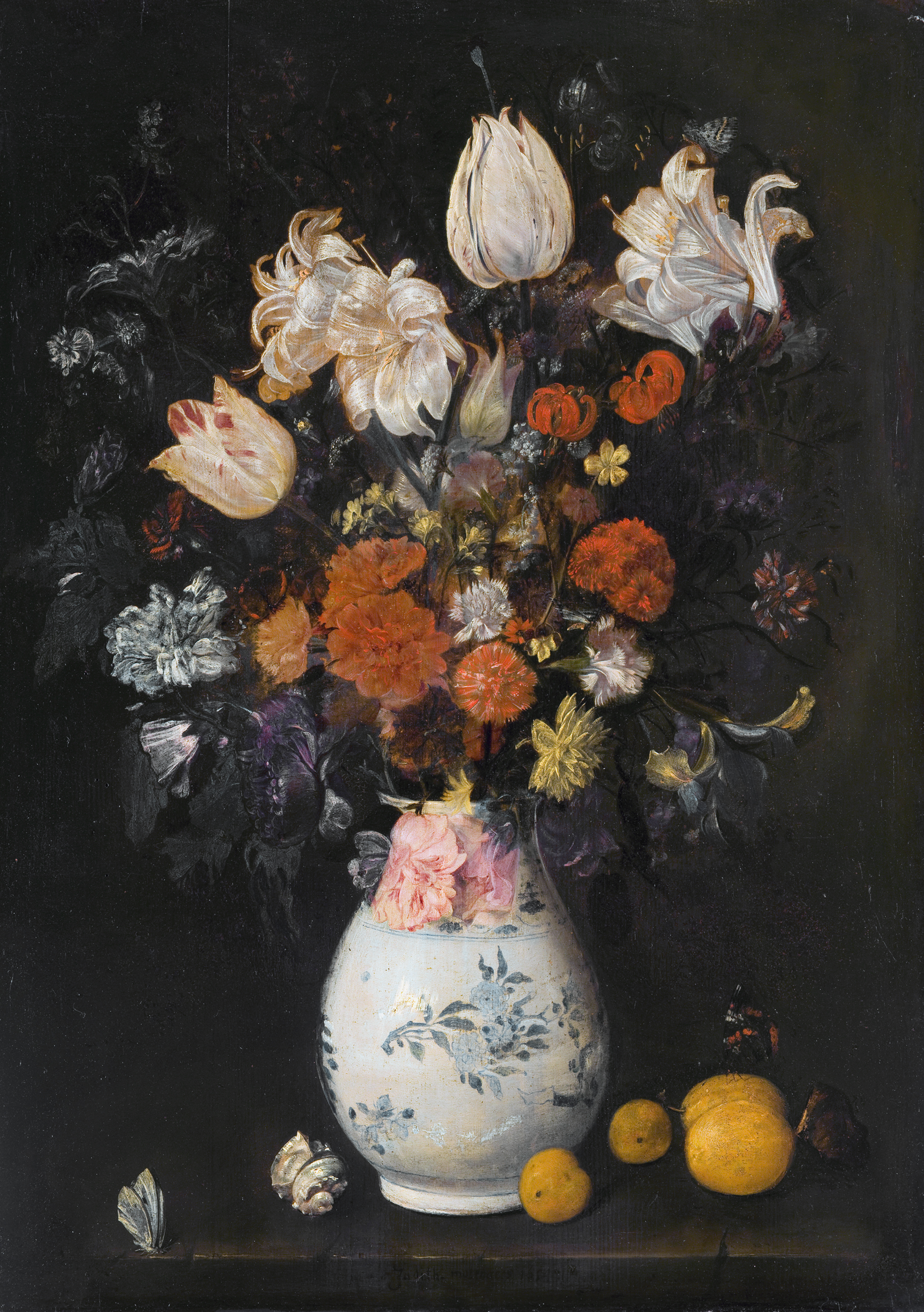
Юдит Лейстер. "Квіти в порцеляновій вазі ", 1654, Музей Франса Галса

Цілком закономірно, що художник-початківець береться за різні жанри і робить спроби в різних художніх манерах. Все це притаманне і Юдіт Лейстер. В творчому доробку майстрині — портрет, жанрова картина, побутовий жанр, натюрморт. Художниця зробила спроби в стилістиці утрехтського караваджизму (картини «Гра в трік трак», 1630 р., «Веселе тріо», до 1631 р., «Концерт», 1633 р.) з елементами бароко, голландського реалізму (картини «Серенада», 1629 р., «Зваблення»,1631 р., «Вояк біля обладунків»), останні з яких позбавлені реготу, «галсовських» жартів, буденні і стримані. Про це свідчать навіть усі ті 48-50 картин, що дійшли до XXI століття, але їх кількість була більшою. За висновками, творча обдарованість Юдіт Лейстер, матері п'ятьох дітей, значно перевищувала обдарованість її чоловіка — Яна Моленара.
Про зацікавленість до творчості майстрині XVII століття свідчить і виставка, створена зусиллями Музею Франса Галса  та Національною галереєю мистецтв у США (місто Вашингтон) .

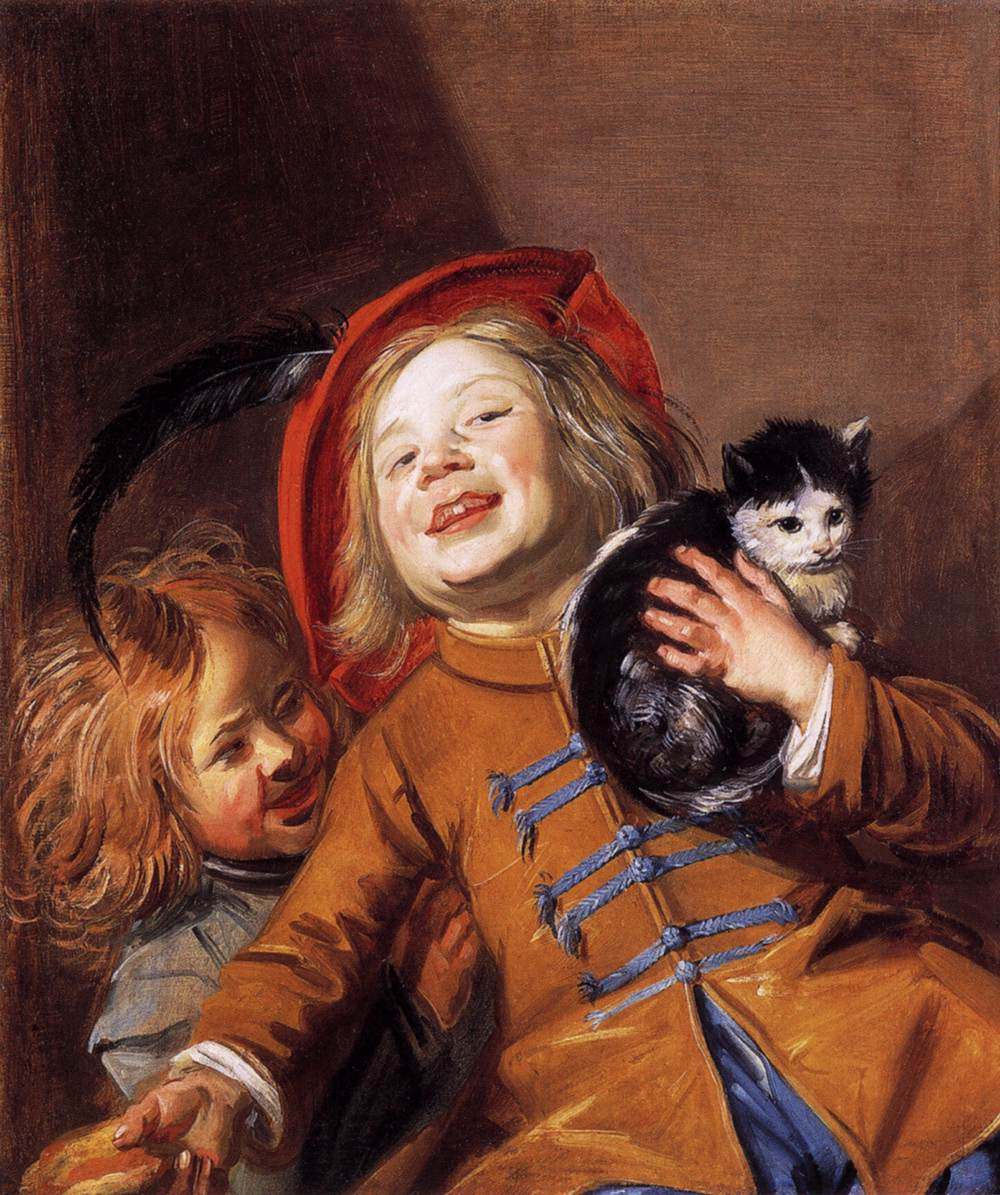
« Двійка малюків з котом », 1629, прив. збірка
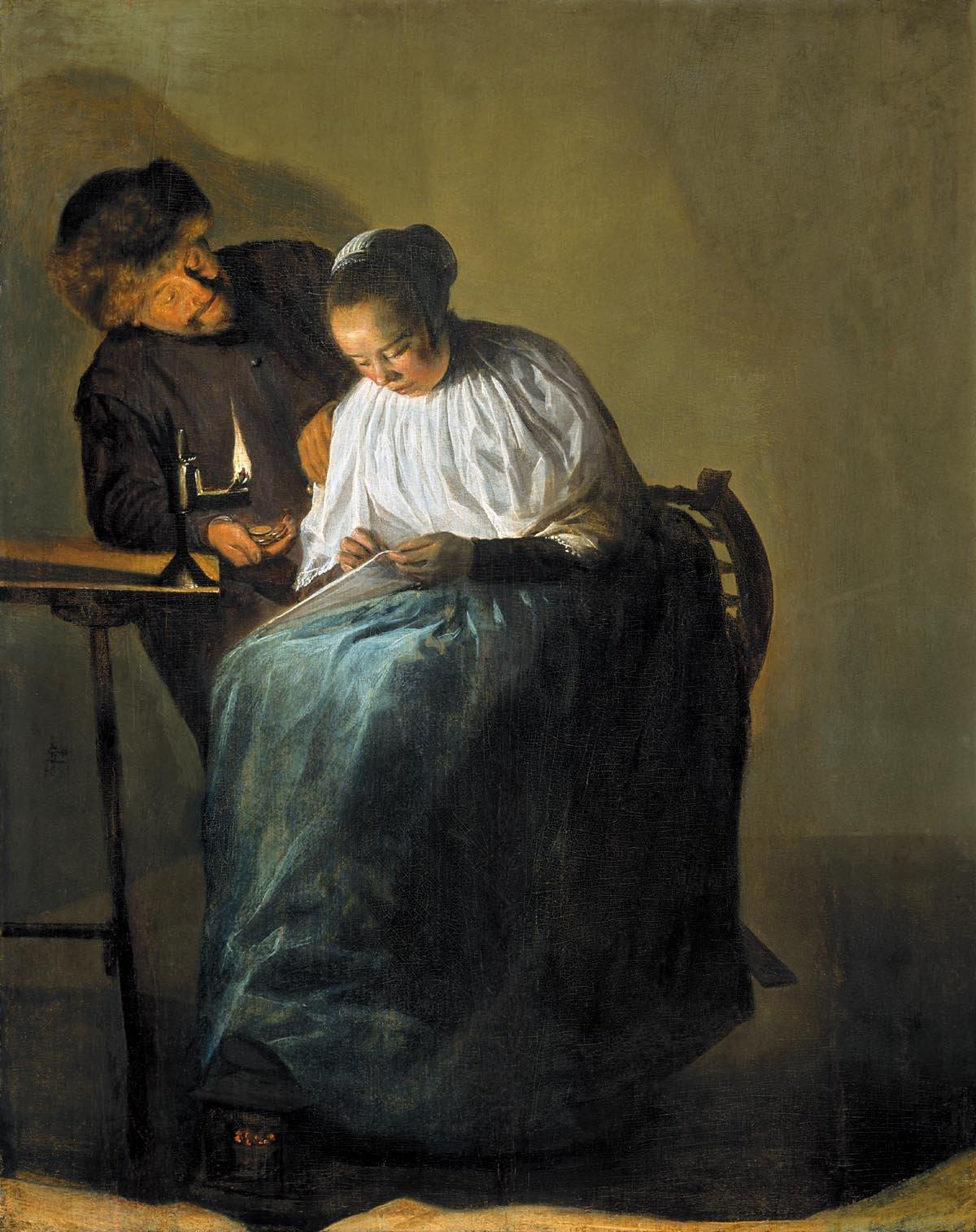
«Зваблення», 1631, Мауріцхейс, Гаага
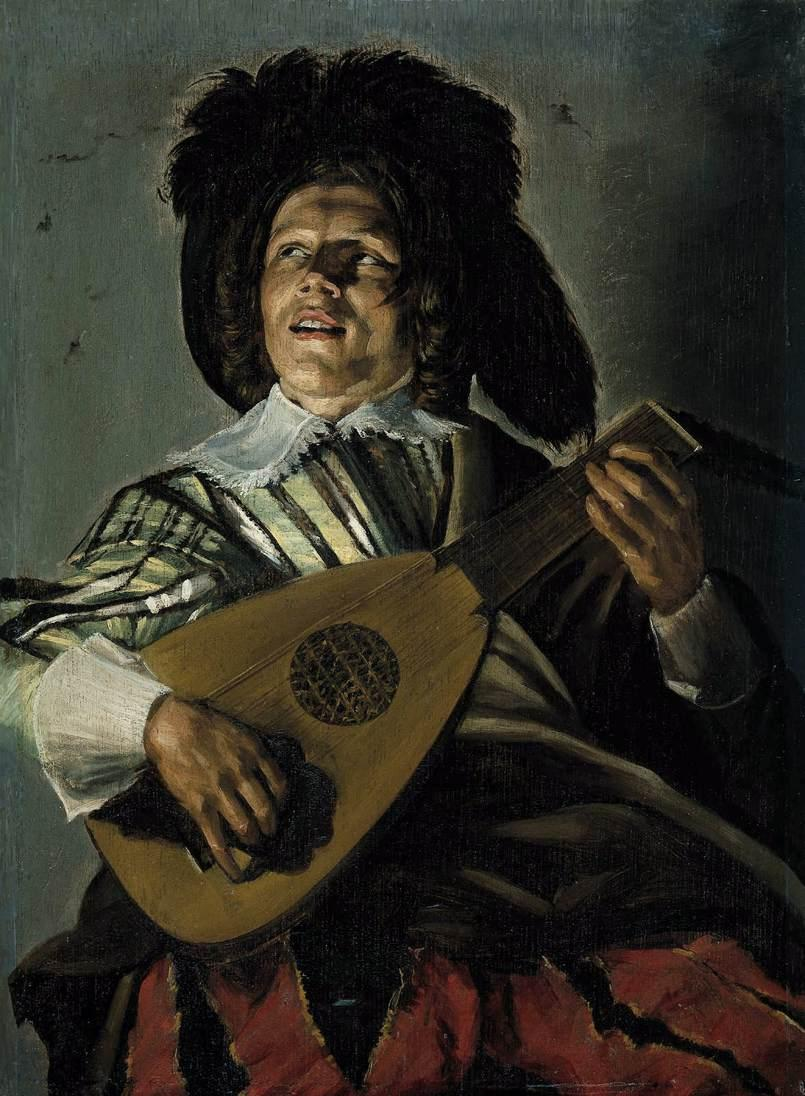
«Серенада», 1629, Амстердам
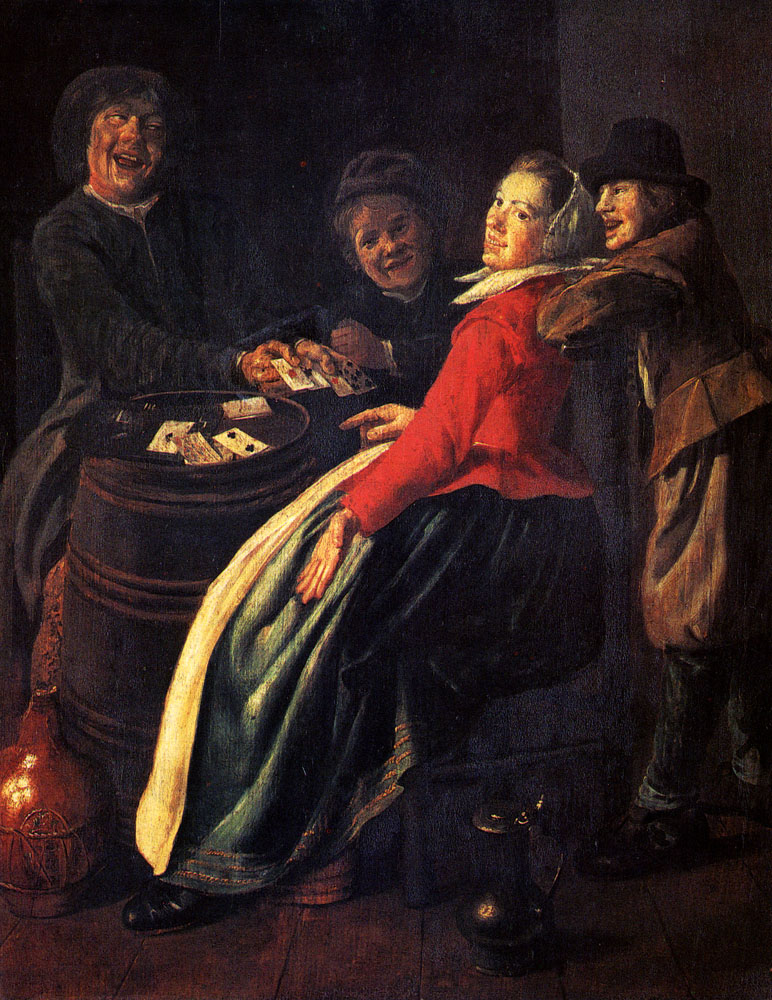
« Гра в карти», прив. збірка
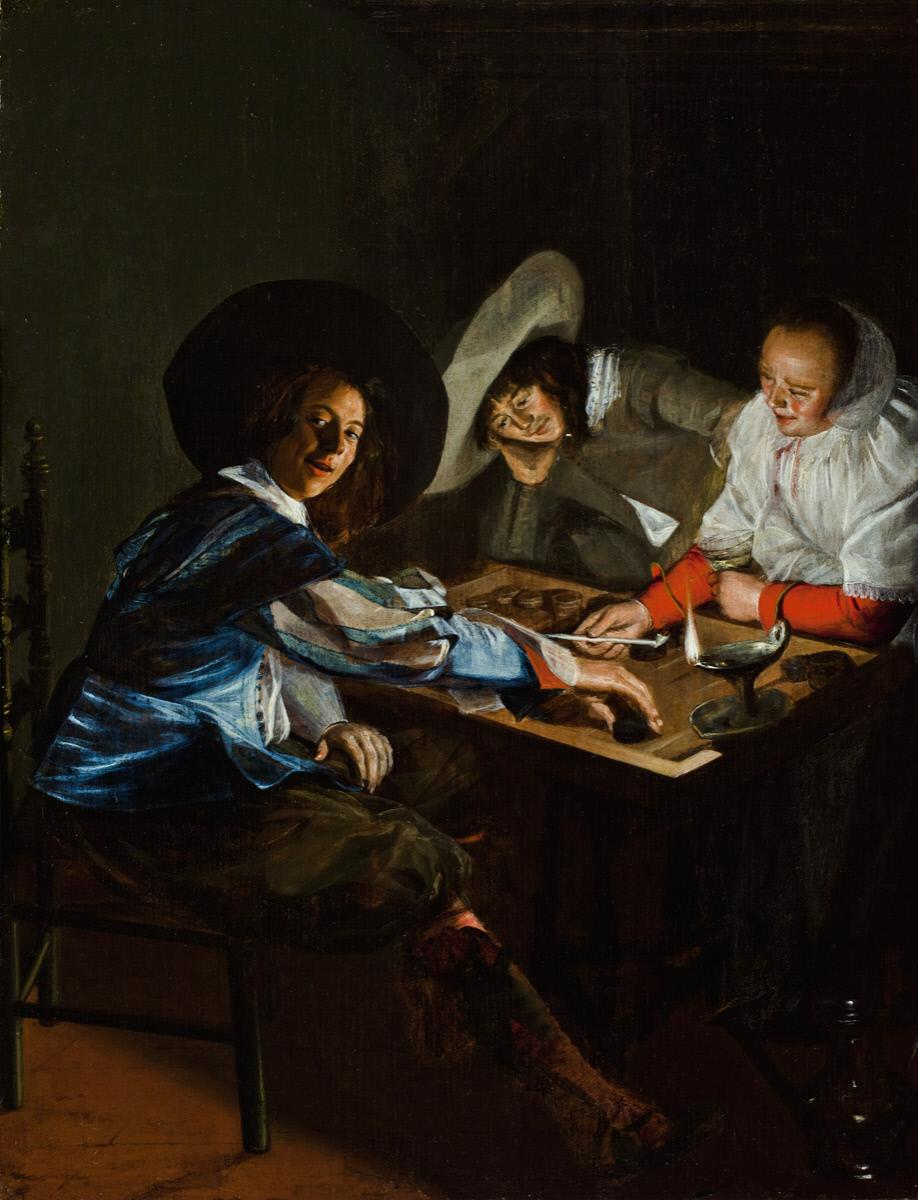
«Гра в триктрак», 1630

## Смерть
Восени 1659 року художниця сильно хворіла. На початку лютого 1660 року вона померла в містечку Хемстеде.
Творчість Юдит Лейстер була забута майже на 250 років. І її перевідкриття відбулося у 1893 році. Музей Лувр придбав чергове полотно художника Франса Галса. Дослідження картини і її розчистка принесли нове для мистецтвознавців ім'я — Юдит Лейстер, яку деякий час вважали епігоном Галса. З часом коло її творів розширилося і майстриня посіла власне місце в мистецтві Голандії XVII століття.

## Вибрані твори

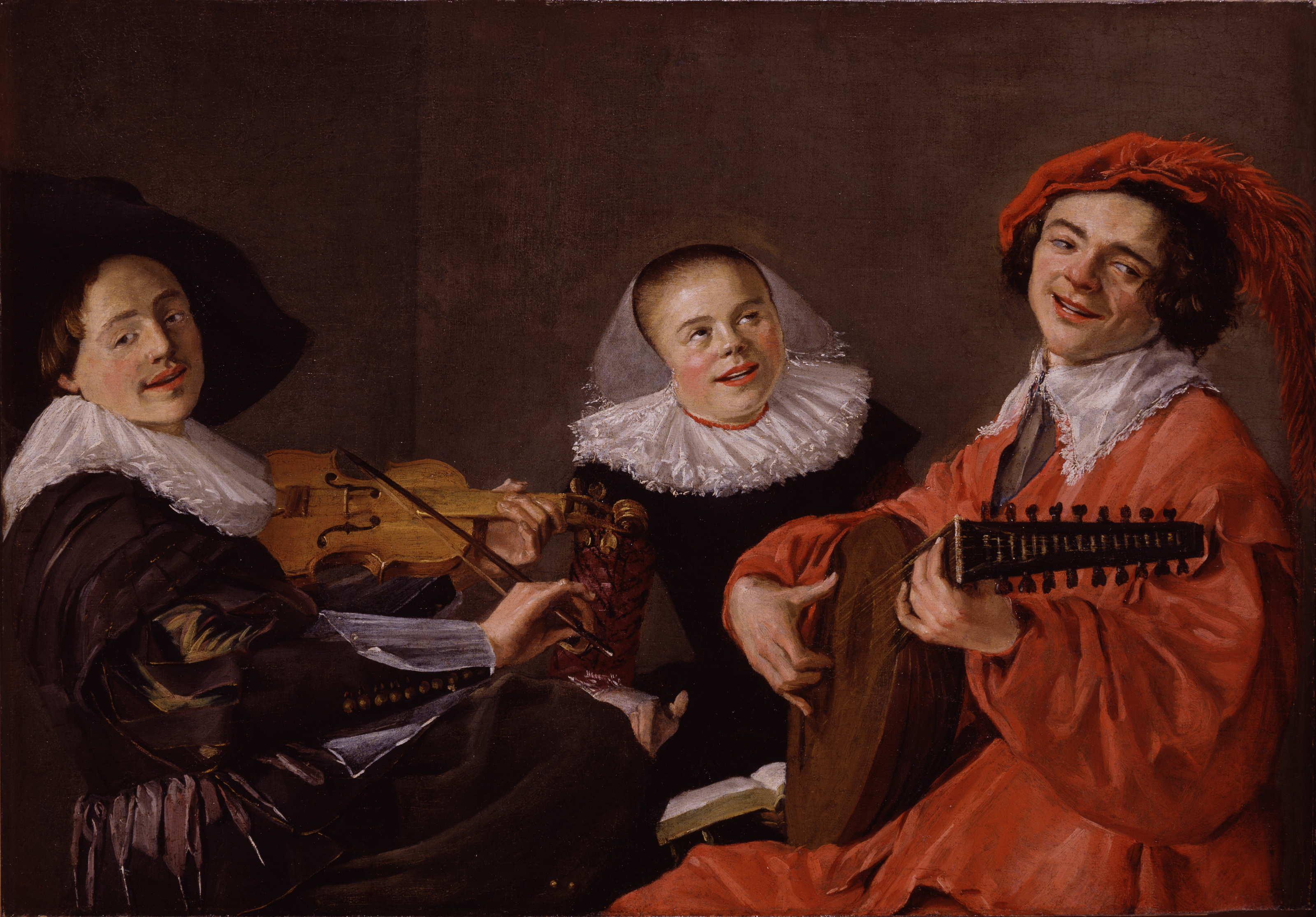
«Концерт», 1633 р.

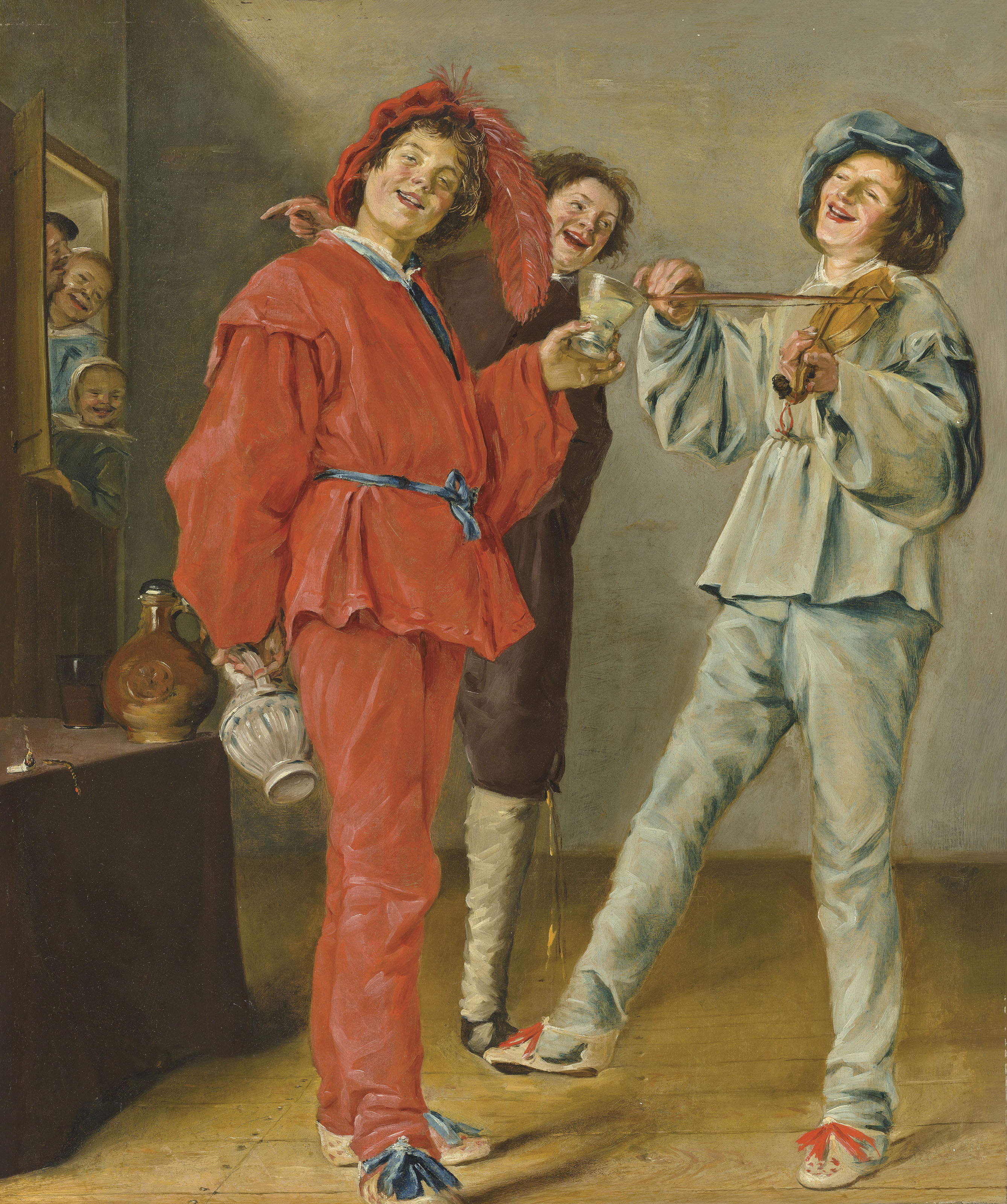
" Веселе тріо ", до 1631 р., прив. збірка

- " Блазень з лютнею ", копія картини Франса Галса
- " Портрет дівчинки " («Дівчинка в солом'яному капелюшку»), Академія Каррара, Бергамо, музей Вальраф-Ріхартс, Кельн
- «Серенада», 1629, Амстердам
- « Пий до краплі», 1629, Музей Франса Галса, Харлем
- « Хлопчик і дівчинка з котом та рибкою», Національна галерея (Лондон)
- " Двіка малюків з котом ", 1629, прив. збірка
- « Бенкетуюча пара», 1630, Лувр, Париж
- «Гра в триктрак», 1630 р., Музей мистецтв, Ворчестер
- " Веселе тріо ", до 1631 р., прив. збірка
- «Зваблення», 1631, Мауріцхейс, Гаага
- « Дівчина з келихом», прив. збірка
- « Веселий випивоха», Берлін
- «Концерт», 1633 р., Національний музей жинок в мистецтві, Вашингтон
- «Автопортрет», 1635, Вашингтон, США
- "Юнак флейтист ", 1635, Нац. музей, Стокгольм, Швеція
- « Гра в карти», прив. збірка
- «Два парубки напідпитку і Смерть», 1639, Музей мистецтв, Філадельфія, США
- " Вояк біля обладунків ", прив. збірка, варіант в Ермітажі, копія з картини сина Галса (?)
- "Квіти в порцеляновій вазі ", 1654, Музей Франса Галса